# Dedza (distrikt)

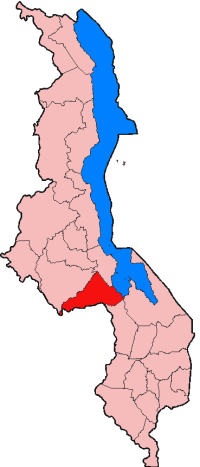
Distriktets placering i Malawi

Dedza är ett av Malawis 28 distrikt och ligger i Central Region. Huvudort är Dedza.